# Dance Gavin Dance (album)
Dance Gavin Dance (noto anche come Death Star) è il secondo ed eponimo album in studio del gruppo musicale statunitense Dance Gavin Dance, pubblicato nel 2008.

## Tracce
1. Alex English – 4:26
2. Buffalo! – 2:40
3. Me and Zoloft Get Along Just Fine – 3:06
4. The Robot with Human Hair, Pt. 3 – 3:45
5. Hot Water on Wool – 4:26
6. Hot Water on Wool (Reprise) – 1:56
7. Uneasy Hearts Weigh the Most (featuring Nic Newsham) – 3:38
8. Caviar (featuring Chino Moreno) – 4:16
9. Rock Solid (featuring Matt Geise) – 5:06
10. Burning Down the Nicotine Armoire, Pt. 2 – 3:32
11. Reprogramming Mental Preprogramming – 3:09
12. Skyhook – 2:53
13. People You Know (Hidden track starting at 4:46) – 9:23

## Formazione
- Kurt Travis – voce
- Jon Mess – voce
- Will Swan – chitarra
- Zac Garren – chitarra
- Eric Lodge – basso
- Matt Mingus – batteria, percussioni